# Ice Mother
Pour plus de détails, voir Fiche technique et Distribution.
Ice Mother (Bába z ledu) est un film tchèque réalisé par Bohdan Sláma, sorti en 2017.

## Synopsis
Hana, une femme de 67 ans, se lie d'amitié avec un groupe de nageurs en eau libre.

## Fiche technique
- Titre : Ice Mother
- Titre original : Bába z ledu
- Réalisation : Bohdan Sláma
- Scénario : Bohdan Sláma
- Production : Pascal Caucheteux, Petr Oukropec et Pavel Strnad
- Société de production : Artileria, Barrandov Studios, Ceská Televize, Negativ, Rozhlas a televízia Slovenska et Why Not Productions
- Société de distribution : Why Not Productions (France)
- Pays de production :  Tchéquie,  France et  Slovaquie
- Genre : comédie dramatique
- Durée : 106 minutes
- Dates de sortie : 
  - Tchéquie : 23 février 2017
  - France : 22 novembre 2017

## Distribution
- Zuzana Krónerová : Hana
- Pavel Nový : Brona
- Daniel Vízek : Ivánek
- Václav Neuzil : Ivan
- Marek Daniel : Petr
- Tatiana Vilhelmová : Katerina
- Petra Spalková : Vera
- Alena Mihulová : Zuzana
- Tadeás Kalcovský : Jirka
- Lubos Veselý : Ludva
- Josef Jezek : Bohous
- Marie Ludvíková : Kveta
- Bozena Cerná : Bozenka
- Katerina Kuczová : Majda
- Karolína Kuczová : Klára

## Distinctions
Le film a reçu 16 nominations aux Lions tchèques et a reçu 6 récompenses : Meilleur film, Meilleur réalisateur, Meilleur scénario, Meilleure actrice pour Zuzana Krónerová, Meilleur acteur pour Pavel Nový et Meilleur second rôle féminin pour Petra Spalková.